# Měřín (Rabyně)
Měřín (německy Mierschin) je vesnice, část obce Rabyně v okrese Benešov. Nachází se asi 3 km na jih od Rabyně. V roce 2009 zde bylo evidováno 272 adres. Měřín leží v katastrálním území Blaženice o výměře 6,3 km².

## Historie
První písemná zmínka o vesnici pochází z roku 1310.
Za druhé světové války se ves stala součástí vojenského cvičiště Zbraní SS Benešov a její obyvatelé se museli 15. září 1942 vystěhovat.